# Cossyphus
Cossyphus (лат.) — род жесткокрылых из семейства чернотелок.

## Описание
Голова полностью покрыта передней частью переднеспинки и сверху не видна. Боковые края надкрылий также широко распластаны. Тело плоское.

## Систематика
В составе рода:
- Cossyphus algiricus Laporte de Castelnau, 1840
- Cossyphus dejeani Breme, 1846
- Cossyphus hoffmannseggi Herbst, 1797
- Cossyphus laevis Laporte de Castelnau, 1840
- Cossyphus minutissimus Laporte de Castelnau, 1840
- Cossyphus moniliatus Reitter, 1917
- Cossyphus moniliferus Chevrolat, 1829
- Cossyphus rugosulus Peyron, 1854
- Cossyphus tauricus Steven, 1829